# QP–7-es konvoj
A QP–7-es konvoj a második világháború egyik hajókaravánja volt, amely a Szovjetunióból indult nyugatra. A QP kód az irányt (keletről nyugatra), a 7 a konvoj sorszámát jelenti. A nyolc kereskedelmi hajó és kísérőik 1942. február 12-én indult el Murmanszkból. Három nappal később szétszóródtak, de február 22-ére valamennyi egység megérkezett az izlandi Seyðisfjörðurba.

## Hajók

### Kereskedelmi hajók
| A hajó neve      | Nemzetisége        |
| ---------------- | ------------------ |
| Botavon          | Egyesült Királyság |
| Dartford         | Egyesült Királyság |
| El Almirante     | Panama             |
| Empire Halley    | Egyesült Királyság |
| Jutland          | Egyesült Királyság |
| Southgate        | Egyesült Királyság |
| Sztálingrád      | Szovjetunió        |
| Sztarij Bolsevik | Szovjetunió        |

### Kísérőhajók
| A hajó neve   | Nemzetisége        | Típusa        |
| ------------- | ------------------ | ------------- |
| HMS Britomart | Egyesült Királyság | Aknaszedő     |
| HMS Faulknor  | Egyesült Királyság | Romboló       |
| HMS Hazard    | Egyesült Királyság | Aknaszedő     |
| HMS Intrepd   | Egyesült Királyság | Romboló       |
| HMS Nigeria   | Egyesült Királyság | Könnyűcirkáló |
| HMS Speedwell | Egyesült Királyság | Aknaszedő     |